# Isla El Tobarito
Isla El Tobarito är en ö i Mexiko. Den ligger i delstaten Sonora, i den västra delen av landet nära Ciudad Obregón. Arean är 0,89 kvadratkilometer.